# 만경봉체육단
만경봉체육단은 조선민주주의인민공화국의 축구단이다.

## 기타
2013년, 김정은이 직접 해당 축구단의 훈령장 상태를 확인했다는 뉴스가 국내까지 보도되었다.